# Lilith Stangenberg
Lilith Stangenberg (nacida el 14 de agosto de 1988) es una actriz de cine y teatro alemana.
Por su interpretación de Ania en la película Salvaje de 2016 ganó el Preis der deutschen Filmkritik .También ganó el Ulrich-Wildgruber-Preis de 2020 por sus representaciones teatrales.

## Trayectoria
Empezó a actuar a los 15 años. Tras actuar en el Am Schauspielhaus de Zúrich y en el Schauspiel Hannover, formó parte de la compañía de la Volksbühne de Berlín entre 2012 y 2016.
El papel que le valió la mayor aclamación de la crítica y la notoriedad internacional es el de la chica que se enamora de un lobo en la película Salvaje de Nicolette Krebitz.

## Filmografía
- 2008: In Tirana
- 2009: Lenny
- 2009: Rosa Roth
- 2010: Das blaue Licht
- 2011: Blitzeis
- 2012: Polizeiruf 110: Stillschweigen
- 2014: Lügen und andere Wahrheiten
- 2014: Die Lügen der Sieger
- 2015: El caso Fritz Bauer
- 2015: Buddha’s Little Finger
- 2016: Wild
- 2017: Grießnockerlaffäre
- 2018: Bella Block: Am Abgrund
- 2018: Tatort: Blut
- 2018: Whatever Happens Next
- 2019: Ich war zuhause, aber …
- 2019: Idioten der Familie
- 2020: Orphea
- 2020: Hausen
- 2021: Blutsauger
- 2022: Polizeiruf 110: Keiner von uns
- 2022: Die Schwarze Spinne
- 2022: Die stillen Trabanten
- 2023: Seneca
- 2024: Sterben